# Liste der Baudenkmale in Erkerode
In der Liste der Baudenkmale in Erkerode sind die Baudenkmale der niedersächsischen Gemeinde Erkerode und ihrer Ortsteile aufgelistet. Der Stand der Liste ist der 5. Februar 2021. Die Quelle der Baudenkmale ist der Denkmalatlas Niedersachsen.

## Allgemein
In den Spalten befinden sich folgende Informationen:
- Lage: die Adresse des Baudenkmales und die geographischen Koordinaten. Kartenansicht, um Koordinaten zu setzen. In der Kartenansicht sind Baudenkmale ohne Koordinaten mit einem roten Marker dargestellt und können in der Karte gesetzt werden. Baudenkmale ohne Bild sind mit einem blauen Marker gekennzeichnet, Baudenkmale mit Bild mit einem grünen Marker.
- Bezeichnung: Bezeichnung des Baudenkmales
- Beschreibung: die Beschreibung des Baudenkmales. Unter § 3 Abs. 2 NDSchG werden Einzeldenkmale und unter § 3 Abs. 3 NDSchG Gruppen baulicher Anlagen und deren Bestandteile ausgewiesen.
- ID: die Objekt-ID des Baudenkmales
- Bild: ein Bild des Baudenkmales, ggf. zusätzlich mit einem Link zu weiteren Fotos des Baudenkmals im Medienarchiv Wikimedia Commons. Wenn man auf das Kamerasymbol klickt, können Fotos zu Baudenkmalen aus dieser Liste hochgeladen werden:

## Erkerode

### Gruppe: Mittelmühle
Die Gruppe „Mittelmühle“ hat die ID 44873251.

| Lage                                      | Bezeichnung    | Beschreibung | ID       | Bild |
| ----------------------------------------- | -------------- | ------------ | -------- | ---- |
| Schulstraße 6 52° 12′ 8″ N, 10° 42′ 21″ O | Mühlengebäude  |              | 44706575 | BW   |
| Schulstraße 6 52° 12′ 8″ N, 10° 42′ 20″ O | Hofpflasterung |              | 44927900 | BW   |

### Gruppe: Hofanlage Evesser Straße 2
Die Gruppe „Hofanlage Evesser Straße 2“ hat die ID 33966834.

| Lage                                          | Bezeichnung | Beschreibung | ID       | Bild |
| --------------------------------------------- | ----------- | ------------ | -------- | ---- |
| Evesser Straße 2 52° 12′ 11″ N, 10° 42′ 27″ O | Wohnhaus    |              | 34089732 | BW   |
| Evesser Straße 2 52° 12′ 11″ N, 10° 42′ 27″ O | Scheune     |              | 34089756 | BW   |

### Einzelbaudenkmale
| Lage                                            | Bezeichnung              | Beschreibung | ID       | Bild |
| ----------------------------------------------- | ------------------------ | ------------ | -------- | ---- |
| Elmwarteweg 27 52° 12′ 29″ N, 10° 42′ 52″ O     | Einfamilienwohnhaus      |              | 37988172 | BW   |
| Schulstraße 6 52° 12′ 8″ N, 10° 42′ 22″ O       | Mühlengraben             |              | 44927918 | BW   |
| Evessener Straße 1 52° 12′ 11″ N, 10° 42′ 28″ O | Wohn-/Wirtschaftsgebäude |              | 34090245 | BW   |
| Reitlingstraße 18 52° 12′ 11″ N, 10° 42′ 33″ O  | Wohnhaus                 |              | 34089803 | BW   |
| An der Kirche 19 52° 12′ 9″ N, 10° 42′ 32″ O    | Kirche                   |              | 34089681 | BW   |
| An der Kirche 10 52° 12′ 8″ N, 10° 42′ 30″ O    | Wohnhaus                 |              | 34089706 | BW   |
| Evessener Straße 8 52° 12′ 8″ N, 10° 42′ 28″ O  | Wohnhaus                 |              | 34089778 | BW   |

## Lucklum

### Gruppe: Gut Lucklum
Die Gruppe „Gut Lucklum“ hat die ID 33966868.

| Lage                                                          | Bezeichnung        | Beschreibung                   | ID       | Bild |
| ------------------------------------------------------------- | ------------------ | ------------------------------ | -------- | ---- |
| Kommendestraße 52° 12′ 15″ N, 10° 41′ 18″ O                   | Kirche             |                                | 34089968 |      |
| Kommendestraße 52° 12′ 15″ N, 10° 41′ 19″ O                   | Wohnhaus           | Gut Lucklum (Gutshaus)         | 34089993 | BW   |
| Kommendestraße 52° 12′ 17″ N, 10° 41′ 20″ O                   | Scheune            |                                | 42028144 | BW   |
| Kommendestraße 52° 12′ 15″ N, 10° 41′ 5″ O                    | Allee              |                                | 34090083 | BW   |
| Kommendestraße 52° 12′ 13″ N, 10° 41′ 24″ O                   | Park               |                                | 34090039 | BW   |
| Kommendestraße 13 52° 12′ 19″ N, 10° 41′ 19″ O                | Stellmacherei      |                                | 42028354 | BW   |
| Kommendestraße 52° 12′ 19″ N, 10° 41′ 21″ O                   | Wirtschaftsgebäude |                                | 42028213 | BW   |
| Kommendestraße 52° 12′ 19″ N, 10° 41′ 22″ O                   | Stall              |                                | 42028248 | BW   |
| Kommendestraße 4a 52° 12′ 18″ N, 10° 41′ 24″ O                | Stall              |                                | 42028232 | BW   |
| Kommendestraße 7 52° 12′ 20″ N, 10° 41′ 22″ O                 | Galerie            |                                | 42028322 | BW   |
| Kommendestraße 5 52° 12′ 19″ N, 10° 41′ 24″ O                 | Stall              |                                | 42028338 | BW   |
| Kommendestraße 52° 12′ 20″ N, 10° 41′ 25″ O                   | Torhaus            |                                | 42028370 | BW   |
| Kommendestraße 2, 2A, 2B, 2C, 2D 52° 12′ 15″ N, 10° 41′ 23″ O | Wohnhaus           |                                | 34090016 | BW   |
| Kommendestraße 52° 12′ 14″ N, 10° 41′ 27″ O                   | Fließgewässer      |                                | 34090061 | BW   |
| Kommendestraße 52° 12′ 17″ N, 10° 41′ 25″ O                   | Scheune            |                                | 42028272 | BW   |
| Kommendestraße 52° 12′ 17″ N, 10° 41′ 26″ O                   | Wohnhaus           | Gut Lucklum (Viehmeisterhaus)  | 34089945 | BW   |
| Kommendestraße 52° 12′ 16″ N, 10° 41′ 24″ O                   | Mühle              |                                | 42028293 | BW   |
| Kommendestraße 4 52° 12′ 19″ N, 10° 41′ 26″ O                 | Wohnhaus           |                                | 42028386 | BW   |
| Kommendestraße 6 52° 12′ 20″ N, 10° 41′ 26″ O                 | Wohnhaus           |                                | 34090149 | BW   |
| Kommendestraße 52° 12′ 20″ N, 10° 41′ 28″ O                   | Schuppen           |                                | 42028419 | BW   |
| Kommendestraße 52° 12′ 19″ N, 10° 41′ 28″ O                   | Schmiede           |                                | 42028402 | BW   |
| Kommendestraße 52° 12′ 19″ N, 10° 41′ 28″ O                   | Scheune            |                                | 42028436 | BW   |
| Kommendestraße 52° 12′ 20″ N, 10° 41′ 29″ O                   | Stall              |                                | 34090105 | BW   |
| Kommendestraße 52° 12′ 19″ N, 10° 41′ 30″ O                   | Scheune            |                                | 34089922 | BW   |
| Kommendestraße 3 52° 12′ 19″ N, 10° 41′ 32″ O                 | Wohnhaus           | Gut Lucklum, ehemaliges Hospiz | 34089897 | BW   |

### Gruppe: Mühlenhof 1
Die Gruppe „Mühlenhof 1“ hat die ID 33966886.

| Lage                                     | Bezeichnung | Beschreibung | ID       | Bild |
| ---------------------------------------- | ----------- | ------------ | -------- | ---- |
| Mühlenhof 1 52° 12′ 23″ N, 10° 41′ 22″ O | Mühle       |              | 34090198 | BW   |
| Mühlenhof 1 52° 12′ 23″ N, 10° 41′ 21″ O | Stall       |              | 34090221 | BW   |

### Einzelbaudenkmale
| Lage                                           | Bezeichnung     | Beschreibung     | ID       | Bild |
| ---------------------------------------------- | --------------- | ---------------- | -------- | ---- |
| Kommendestraße 52° 12′ 18″ N, 10° 41′ 17″ O    | Straßenpflaster |                  | 37993917 | BW   |
| Kommendestraße 12 52° 12′ 18″ N, 10° 41′ 16″ O | Wohnhaus        |                  | 34090172 | BW   |
| 52° 12′ 26″ N, 10° 45′ 20″ O                   | Wohnhaus        | Vorwerk Reitling | 34089656 | BW   |